# Grégory Havret
Grégory Havret (* 25. listopadu 1976 La Rochelle) je francouzský profesionální golfista. 
Na Středomořských hrách v Bari v roce 1997 získal stříbrnou medaili v soutěži jednotlivců a zlato jako člen družstva. Třikrát v řadě byl amatérským mistrem Francie a v roce 1998 vyhrál otevřený turnaj Omnium de France. V roce 1999 se stal vítězem European Amateur. Od tohoto roku začal hrát profesionálně a v roce 2000 se kvalifikoval na PGA European Tour. Ve své kariéře vyhrál na tomto okruhu tři akce: Italian Open 2001, Scottish Open 2007 a Johnnie Walker Championship 2008. 
V roce 2007 byl vybrán do týmu kontinentální Evropy na Seve Trophy. Reprezentoval Francii na Světovém poháru v golfu v letech 2007 a 2008. Roku 2008 obsadil dělené patnácté místo na WGC Championship. Překvapivého úspěchu dosáhl na US Open v roce 2010, kde jako kvalifikant a 391. hráč světového žebříčku obsadil druhé místo za Graemem McDowellem. V roce 2011 zvítězil v turnaji AfrAsia Golf Masters na Mauriciu.
Od roku 2024 je funkcionářem Francouzské golfové federace.